# Ахметов, Бейсен Ахметович
Бейсен Ахметович Ахметов (1913, Павлодарский уезд, Семипалатинская область — 1984) — советский педагог. Почётный гражданин Павлодара.

## Биография
Бейсен Ахметов родился в 1913 году в ауле на территории будущего Аксуского района Павлодарской области (сейчас город Аксу Павлодарской области Казахстана).

### Ранние годы и учёба
Отец Бейсена был бедным скотоводом и рано умер, из-за чего он воспитывался в семье старшего брата. Поскольку школы в ауле не было, поначалу Бейсен учился время от времени, когда какой-нибудь грамотный человек собирал детей и учил их писать и читать. После того как семья брата переехала в Павлодар, учился в казахской начальной школе № 6 и русской семилетней школе.
После школы поступил в Павлодарский педагогический техникум. По ходу учёбы организовал детский дом в селе Ямышево. После окончания техникума работал учителем математики в Беловодской школе в Иртышском районе, через год стал её директором.
В 1940 году окончил в Алма-Ате физико-математический факультет Казахстанского государственного университета имени С. М. Кирова. Был активистом, выигрывал студенческий турнир вузов Алма-Аты по шахматам.

### Великая Отечественная война
С 25 сентября 1941 года служил в Красной армии. Был назначен командиром взвода связи формировавшегося во Фрунзе отдельного батальона связи. С ноября 1941 года участвовал в боях на Западном фронте, оборонял Москву. Командовал взводом связи 40-й стрелковой бригады. В мае 1942 — июне 1943 года командовал ротой связи. Был назначен начальником связи 598-го стрелкового полка 207-й стрелковой дивизии. Участвовал в освобождении Вязьмы и Смоленска.
В августе 1943 года во время боя под постоянным обстрелом и бомбёжкой капитан Ахметов неоднократно лично восстанавливал связь с подразделениями полка, за что был награждён медалью «За боевые заслуги».
По пути к Орше был тяжело ранен — раздробило малоберцовую кость.

### Послевоенный период
После войны работал директором Таволжанской школы. В 1948—1972 годах был директором Павлодарского педагогического училища. Под руководством Ахметова училище укрепило материальную базу, ему удалось создать творческий и талантливый коллектив.
За заслуги в педагогической работе получил звания «Отличник просвещения» и «Заслуженный учитель Казахской ССР» (1961).
Награждён орденом Трудового Красного Знамени, медалями «За боевые заслуги», «За доблестный труд в Великой Отечественной войне 1941—1945 гг.», «За победу над Германией в Великой Отечественной войне 1941—1945 гг.», юбилейными медалями. Дважды был награждён Почётной грамотой Верховного Совета Казахской ССР.
Неоднократно избирался депутатом городского Совета.
6 октября 1977 года решением исполкома Павлодарского городского Совета депутатов трудящихся удостоен звания почётного гражданина Павлодара. Наряду с Анатолием Баклановым, Темиргали Конурбаевым, Иваном Кривенко и Верой Фисенко Ахметов стал первым почётным гражданином Павлодара с 1896 года.
Умер в 1984 году.

## Память
Именем Бейсена Ахметова названа улица в Павлодаре.
В 1996 году педагогический высший колледж (бывшее училище, которым он руководил), назвали именем Бейсена Ахметова.